# 三重県道617号田光梅戸井停車場線
三重県道617号田光梅戸井停車場線（みえけんどう617ごう たびかうめどいていしゃじょうせん）は、三重県三重郡菰野町からいなべ市に至る一般県道である。

## 概要
三重郡菰野町大字田光からいなべ市大安町梅戸に至る。
旧称は桑名道、八風街道。

### 路線データ
- 起点：三重郡菰野町大字田光（朝明郵便局前交差点、国道306号交点、三重県道616号田光四日市線起点）
- 終点：いなべ市大安町梅戸（三岐鉄道北勢線 梅戸井駅前）
- 総延長：5,104 m

## 歴史
『広報こもの』によると、現在の三重県道617号は中世に八風街道（はっぷうかいどう）と呼ばれた街道をほぼ踏襲した道路だという。江戸時代頃から田光桑名道・桑名道・梅戸道と呼ばれ、桑名藩領の村々の庄屋らが陳情書を届けたり、高札を受け取るために利用した重要な道となった。
このほか、三重郡菰野町から梅戸や桑名へ買い物に出かける客で沿道は賑わった。特に桑名には、安価で良質な嫁入り道具を求めて三重郡菰野町はもとより、現在のいなべ市からも荷車で客が詰めかけた。

### 年表
- 1959年（昭和34年）1月25日 - 三重県道に指定された[1]。

## 路線状況
三重県道617号は三重県四日市建設部管内の三重郡菰野町と三重県桑名建設部管内のいなべ市にまたがっており、それぞれ整備の対応が異なる。
三重郡菰野町側（四日市建設部管内）では、三重郡菰野町大字小島地内で歩道工事が実施され、2009年度（平成21年度）は2,500万円の予算が計上された。これは、三重郡菰野町が「菰野町都市マスタープラン」の中で、『県道田光梅戸井停車場線などの生活幹線道路は、歩道整備等により、集落地の安全性確保に努めます。』と言明したことが実行されたものである。
いなべ市側（桑名建設部管内）ではいなべ市大安町梅戸地内で約1.0 kmが「着手検討」となっているが、評価点は33点と低い。

### 別名
- 桑名道（三重郡菰野町、四日市市、いなべ市）
- 八風街道（三重郡菰野町、四日市市、いなべ市）

### 重複区間
- 三重県道616号田光四日市線（三重郡菰野町大字田光・朝明郵便局前交差点（起点） -三重郡菰野町大字小島 - 杉谷川橋西交差点）

### 道路施設

#### 橋梁
- 鶴沢橋（三孤子川、いなべ市）
- 養父橋（養父川、いなべ市）
- 宮川橋（養父川、いなべ市）

### 交通量
平日12時間交通量
| 地点                 | 交通量  |
| -------------------- | ------- |
| 三重郡菰野町大字小島 | 1,163台 |

## 地理

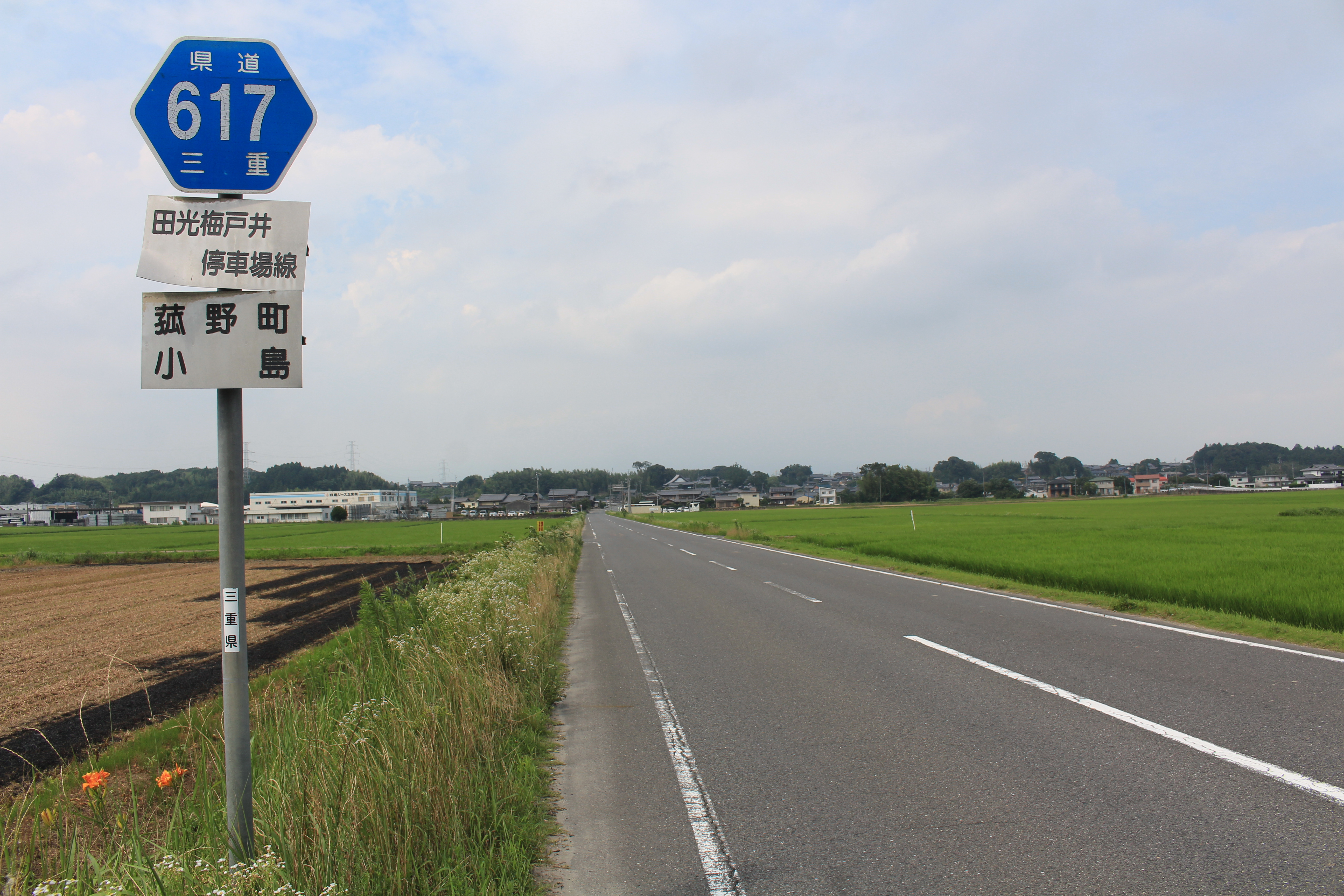
三重県道617号田光梅戸井停車場線、三重郡菰野町大字小島

### 通過する自治体
- 三重県
  - 三重郡菰野町 - 四日市市[注釈 4] - いなべ市

### 交差する道路
| 交差する道路                                     | 交差する場所       | 交差する場所              |
| ------------------------------------------------ | ------------------ | ------------------------- |
| 国道306号 三重県道616号田光四日市線 重複区間起点 | 大字田光           | 朝明郵便局前交差点 / 起点 |
| 三重県道616号田光四日市線 重複区間終点           | 大字小島（おじま） | 杉谷川橋西交差点          |
| 三重県道140号四日市菰野大安線 / ミルクロード     | 大字小島           | 小島交差点                |

### 交差する鉄道
- 三岐鉄道三岐線

### 沿線
- 朝明郵便局
- JAみえきた 朝上ライスセンター
- 金蔵寺 - 菰野陣屋の門を移築し、寺の山門としている。
- 耳常神社 - 応神天皇を主祭神とする。
- 三重県立北勢中央公園
- 療養病床医療施設大安病院
- 三岐鉄道三岐線 梅戸井駅